# Dopad neznámého tělesa na Jupiter roku 2010
Dopad neznámého tělesa na Jupiter roku 2010 je jednou z dosud nevyřešených záhad astronomie. Na začátku června 2010 na Jupiter dopadlo neznámé těleso. Ihned po dopadu místo začali sledovat astronomové. Pátrali po impaktním oblaku, ale nenašli ho, což bylo velkou záhadou.

## Dopad
Australský amatérský astronom Anthony Wesley říká, že těleso dopadlo na Jupiter vcelku. V NASA se objevila domněnka, že těleso explodovalo v zemské atmosféře, tedy že kamera explozi promítla, ale dopad byl pozorován z několika míst na zemi, takže k tomu dojít nemohlo. Další teorií je, že těleso bylo tak malé, že pouze zazářilo, ale nezanechalo žádnou stopu. Záhada ale není dosud ještě vyřešena, ale astronomové neustále pátrají po řešení.